# Trumfové eso
Trumfové eso (italsky I quattro dell' Ave Maria) je italský komediální western z roku 1968. Hlavní role obsadili Terence Hill (Cat Stevens), Bud Spencer (Hutch Bessy) a Eli Wallach (Cacopoulos). Jedná se o pokračování filmu Bůh odpouští, já ne!

## Děj
Stevens a Bessy v předchozím filmu zabili Billa Sana Antonia, který uskutečnil vlakovou loupež. Z výbuchu zbyl pouze jeho klobouk a boty. Bohužel se jim to nevyplatí, protože v městě ve kterém přijeli jim neuvěří, protože potřebují lepší důkaz. Cacopoulus, který 15 let seděl v base unikne před popravou oběšením a hodlá se pomstít svým falešným přátelům : Harolda, ředitele banky, Paca Rosa v Mexiku a Draka, podnikatele herny.Oloupí Stevensa a Bessyho, zakrátko ho na to najdou a budou od něj žádat ukradené peníze. Po chycení znovu Cacopoulus unikne a objeví se v městě, kde je Drake, jeho poslední nepřítel. Přizná se Bessymu, že všechny peníze promarnil v herně. Naši hrdinové brzy na to odhalí, že herna je falešná, protože pod ruletou je magnet, který určuje vybrané číslo. Nakonec je Drake poražen a uvězněn.